# Синтаксис української мови
Си́нтаксис украї́нської мо́ви, складня́ украї́нської мо́ви(дав.-гр. σύνταξις — «побудова, порядок, складання», від σύν — «з, разом» і ταξις — «впорядкування») — частина граматики української мови, яка вивчає словосполучення та речення, їхню будову, типи та об'єднання в надфразні одиниці, роль і значення частин мови та граматичних форм у реченні в синхронному й діахронному (історичному) вимірах.

## Історія досліджень синтаксису української мови
Середньовічна схоластика й просвітницькі ідеї універсальної граматики, спільної всім мовам, тісно пов'язували синтаксис з логікою й філософією. З греко-латинських граматик перебрала цю науку граматика церковнослов'янської мови Мелетія Смотрицького (1619), а через польську, німецьку й російську граматики М. Греча (1829), О. Востокова (1831) та й перші галицькі граматики XIX століття. На противагу цьому, почасти під впливом романтизму, порівняльний синтаксис словесних мов словенця Ф. Міклошича (1868—1874) звертався до фактів живих мов. Однак він обмежився наукою про частини мови («класи слів») та про їхні форми. Зі школи Міклошича вийшли його галицько-буковинські учні М. Осадца (1862), О. Огоновський (1889), С. Смаль-Стоцький (1893, 1913) та інші. Одначе вони були не вільні від впливів логістичного синтаксису (зокрема росіянина Ф. Буслаєва).
Нове слово в синтаксисі сказав О. О. Потебня, що сполучив ідеї національного романтизму (В. Гумбольдт) з суворою методою позитивістичного характеру. Саме він заклав своїм вченням про частини мови: дієприслівник, складений присудок і «другі відмінки» в реченні основи історичного синтаксису слов'янських, а передусім східнослов'янських мов з акцентом на українській мові. Його учнем був Д. Овсянико-Куликовський. Національно-романтична настанова позначилася на дослідах синтаксису окремих відмінків Є. К. Тимченка (1913—1928). Подібного підходу дотримувалися В. І. Сімович (у «Граматиці», 1918), І. І. Огієнко («Складня української мови», 1936) й інші. О. Курило («Уваги до сучасної української літературної мови», 1925), М. Ф. Сулима («Українська фраза», 1926), М. Гладкий («Наша газетна мова», 1928), С. Смеречинський («Нариси з української синтакси», 1932) сполучили опис із нормуванням. Протидіючи механічному переношенню традиційних і російських та польських конструкцій, виниклих на церковнослов'янських, латинських і німецько-французьких зразках, переважно в публіцистично-діловому й науковому стилях, вони ставили ідеалом народно-фольклорні відповідники таких конструкцій. Компромісове становище зайняв О. Н. Синявський («Норми української літературної мови», 1931). Західно-європейські методи К. Фосслера й структуралізм Фердинана де Сосюра, К. Бюлера та інших, а також психологізм В. Вундта — О. О. Шахматова позначилися на концепції деяких учнів Л. А. Булаховського.
Від репресій 1930-х років урятувалося, крім Булаховського, лише кілька осіб із наймолодшого покоління мовознавців; у шкільних підручниках і в синтаксисі почали реалізувати наближення до російської мови та логістичну концепцію російських підручників (В. С. Ващенко, А. Загродський та ін.). Синтаксичну концепцію Л. Булаховського характеризує розробка питань речення, його членів, зв'язків у ньому та його еквівалентів (згодом і словосполучень) у дусі О. Шахматова й О. Пєшковського. Вона відображена й у підручниках для вищої школи Б. Кулика («Синтаксис складного речення», 1963), М. Івченка («Сучасна українська літературна мова», 1960) та ін. Збірний академічний курс «Сучасна українська літературна мова», за редакцією І. К. Білодіда, у більшій мірі спирається на О. Пєшковського, Л. Щербу й зокрема В. Виноградова (в розробці науки про синтагми). Щоб викликати враження об'єктивності, в праці застосовано статистичні обрахунки, при суб'єктивному й офіційно-нормативістичному доборі аналізованих текстів, без уваги на часове й територіальне розшарування мови. До стилістики віднесено синтаксис так званого «усного мовлення» (провінційна мова, звана «побутове усне мовлення»), а мову українсько-російських білінґвів подано як «літературне усне мовлення». Обійдено синтетичний опис синтаксису говірок (також передміських) і народної творчості. Настанова на русифікаційну нормативність дозволила редакторам і авторам цього курсу промовчати небажаних авторів і небажані в синтаксисі конструкції як «діалектні» чи «архаїчні». У книзі «Розвиток структури слов'янського речення» (1966) О. Мельничук виклав свої погляди на синтагми й словолад у них.

## Словосполучення
Словосполучення — найпростіша синтаксична одиниця мови, утворена з двох або кількох повнозначних слів, пов'язаних між собою в граматичному плані і за змістом. Наприклад: червоний ліхтарик, стояти вгорі, дивитися на екран, славне місто Одеса. В українській мові словосполучення бувають:
- лексичними (стійкими — за тридев'ять земель, пекти раків тобто «червоніти») та синтаксичними (вільними — зелений тролейбус, працюючий телевізор),
- іменниковими (шапка господаря, ручка дверей), прикметниковими (червоний від сорому, білий від снігу), числівниковими (два кроки, з десяти ящиків), займенниковими (хтось з вами, ми не одні), дієслівними (знімав на фотоплівку, возив сіно) та прислівниковими (втричі швидше, далеко від своїх) залежно від того, яка частина мови є головним словом у словосполученні (тобто словом, від якого ставиться питання),
- сурядними (два повнозначні граматично рівноправні слова — рука і серце, ніч і день, то я, то ти) та підрядними (два граматично нерівноправних слова — забутий щоденник, старий дідуган),
  - між словами в сурядному словосполученні може виникнути розділовий зв'язок (то дощ, то сніг, зима або весна), єднальний зв'язок (земля і небо; я і ти; ми і вона), протиставний зв'язок (не я, а ти; не любов, а сон),
  - між словами в підрядному словосполученні може виникнути зв'язок узгодження (залежне слово граматично уподібнюється до головного, зміна головного слова викликає зміну залежного — білий пес — білого пса — білому псу), зв'язок керування (головне слово вимагає від залежного конкретної граматичної форми, яка зберігається при зміні головного слова — читаю книжку — читала книжку — читатимемо книжку), зв'язок прилягання (залежним виступає незмінне слово (прислівник, дієприслівник, неозначена форма дієслова), яке поєднується з головним тільки за змістом — сніданок нашвидку, співати йдучи),
- простими (новорічна ялинка, малиновий чай) та складними (відомий вірш про матусю, чудовий осінній день).

## Речення
Речення — це синтаксична одиниця, що виражає певну думку, має інтонаційну завершеність і служить для спілкування (він довго збирався це зробити, але не встиг). В українській мові речення поділяються:
- за метою висловлювань на розповідні (в свою чергу поділяються на стверджувальні — Є в Україні одне містечко та заперечні — Не хотів я цього робити), спонукальні (Повій, буйний вітре!) та питальні (у свою чергу поділяються на власне питальні — Скажіть, котра година? та риторичні питальні — Що ж це у світі діється?). Інтонація розповідних речень характеризується зниженням тону наприкінці речення. Інтонація питальних речень характеризується підвищенням тону на слові, з яким пов'язується питання.
- за емоційним забарвленням на емоційно нейтральні (Цікава книжка) та емоційно забарвлені (Яка цікава книжка!). Емоційно нейтральні речення — це розповідні, питальні і спонукальні речення зі звичною для них інтонацією. Емоційно забарвлені речення — це ті ж розповідні, питальні і спонукальні речення, але вимовлені з окличною інтонацією.
- за структурою речення поділяються на прості речення (Благословенна в болях ран Степів широчина бездонна — М.Рильський) та складні речення (Ще сніг кругом, ще голі віти в дуба, і не курличуть в небі журавлі — В.Сосюра). У простому реченні є тільки одна граматична основа (предикативний центр), у складного речення таких основ може бути декілька. Прості речення можуть ускладнюватися відокремленими другорядними членами, однорідністю різних членів речення, звертанням, вставними і вставленими словами, сполученнями і реченнями.

## Просте речення
- Речення, в яких є лише граматична основа, називається непоширеними (Ліс шумить), а ті, в котрих є хоча б один другорядний член речення — поширеними (Ніч прийшла в місто).
- Слова у реченні можуть поєднуватися сурядним типом синтаксичного зв'язку, за допомогою якого виражається рівноправність слів, незалежність їх одне від одного (І земля, і небо, і море — все переді мною) та підрядним типом синтаксичного зв'язку, при якому одне слово залежить від іншого (Я лежу на траві).
- Порядок розташування слів у реченні вільний, однак існують певні правила, які визначають послідовність розміщення членів речення:
  - прямим вважається такий порядок слів у реченні, при якому присудок стоїть після підмета (Епоха п'ятиповерхових будинків зародилася в 50-ті роки). Прямий порядок другорядних членів речення пов'язаний з порядком слів у словосполученні:
    - узгоджене означення стоїть перед означуваним словом;
    - додаток — після керуючого слова;
    - обставина може бути перед і після головного слова (у реченні ним виступає присудок).

  - порушення прямого порядку слів з метою виділення якогось з них називається інверсією або зворотнім порядком слів. При зворотному (непрямому, інверсійному) порядку слів присудок передує підмету (Нещодавно до мене заходив Тарас). Другорядні члени речення при інверсії також змінюють своє звичне місце.
- Логічний наголос виділяє у реченні важливіше слово за допомогою посилення голосу.

## Головні та другорядні члени речення
В українській мові члени речення поділяють на головні та другорядні.
- Головні члени речення
  - Підмет — головний граматично незалежний член двоскладного речення, що означає предмет (чи особу), про який говориться у реченні, і відповідає на питання хто? що? За способом вираження підмети поділяються на прості (Соловейко заспівав) і складені (Його обличчя посмутніло).
    - Простий підмет найчастіше буває виражений іменником або займенником у називному відмінку, хоча може виражатися й іншими частинами мови, вжитими у значенні іменника (Керівник сьогодні просто зобов'язаний займатися економікою). Простий підмет може бути виражений неозначеною формою дієслова (Вивчитися — ось моя мрія).
    - Складений підмет може бути виражений кількісно-іменниковою сполукою (75 відсотків квітів пішло на експорт), сполукою іменника (чи займенника) у називному відмінку з прийменником (Ми з братом вирішили прогулятися парком), іншими сполуками (Найбільші аукціони квітів відбуваються поблизу Амстердама).

  - Присудок — головний член двоскладного речення, який характеризує підмет за дією чи ознакою. Присудок відповідає на питання що робить (підмет)? що з ним робиться? який він є? що він таке? хто він такий? Присудок буває простим (Ніч закінчилася) та складеним (Я залишився спокійним).
    - Простий присудок виражений дієсловом, яке поєднує в собі граматичне і лексичне значення (Петро відчинив двері). До простих належать також присудки, які виступають у складеній формі майбутнього часу (буду робити), у формі наказового (хай знає) або умовного способів (робив би). Простим вважається також присудок, виражений фразеологічним сполученням (Він був на сьомому небі).
    - Складений присудок має дві частини: головну і допоміжну (зв'язка). Основне лексичне значення такого присудка закладене у головній частині, а граматичне — в допоміжній. Дієслівний складений присудок виражається поєднанням дієслова-зв'язки, яке стоїть в особовій формі і інфінітива (Він бажав піти разом з нею). Іменний складений присудок утворюється поєднанням дієслова-зв'язки з іменником, прикметником, дієприкметником (Городецький прикрасив Київ унікальними спорудами).

  - Між підметом і присудком може ставитися тире, якщо у реченні пропущено дієслово-зв'язку. Тире ставиться:
    - якщо підмет і присудок виражені іменником у називному відмінку (Хліб — всьому голова);
    - якщо підмет і присудок виражені інфінітивом (Життя прожити — не поле перейти);
    - якщо перед присудком вжито слово це значить, то, це, ось (Більшість — це ще не значить всі).
- Другорядні члени речення
  - Означення — це другорядний член речення, який вказує на різні ознаки предмета і відповідає на питання який? чий? котрий? скількох? скількома? на скількох? Означення можуть бути узгоджені (Наче зачарований стояв ліс) та неузгоджені (Команда Петренка знову виграла).
    - Узгоджене означення уподібнюється до означуваного члена речення у відмінку, числі і роді (для однини).
    - Неузгоджене означення поєднується з означуваним словом зв'язком керування або прилягання. Неузгоджені означення можуть бути виражені:
      - іменником у формах непрямих відмінків (Спочатку клас Дмитра був у числі відстаючих);
      - неозначеною формою дієслова (Марко захотілося розслабитися);
      - сполученням слів (Він заспівав пісню далеких країв).

    - Одним з різновидів означення є прикладка — означення, виражене іменником, яке дає предметові другу назву (Програма «Здоров'я» давно вже виходить на нашому телебаченні).

  - Додаток — це другорядний член речення, що означає предмет і відповідає на питання непрямих відмінків (Я збираю гриби). Додатки бувають прямі (Він задивився на море) та непрямі (Вчитель викликав Опанасенка).
    - прямий додаток залежить від перехідного дієслова і вживається в формі знахідного відмінка без прийменника (Хлопчина зірвав яблуко). Рідше прямий додаток може бути виражений родовим відмінком при запереченні або коли дія переходить лише на частину предмета (Не присувай соломи до вогню).
    - Непрямий додаток — це іменник, вжитий у формах інших (А більше за все Микола боявся спокуси).

  - Обставина — другорядний член речення, який вказує на місце, час, мету, спосіб дії, причину, умову дії. Обставини можуть виражатися прислівниками, дієприслівниками, інфінітивом, приймениково-відмінковими формами іменника чи займенника (Веселкою моя надія грала — Леся Українка). За значенням обставини поділяються на:
    - обставини мети, які вказують на мету дії і відповідають на питання з якою метою? для кого? (Це тобі на щастя);
    - обставини часу, які вказують на час дії, її тривалість і відповідають на питання коли? доки? з якого часу? як довго? (Колись я вже тут був);
    - обставини способу дії, які означають якість дії або вказують на спосіб здійснення дії і відповідають на питання як? яким способом? (Вони сиділи поруч);
    - обставини місця, які вказують на місце дії, напрямок руху і відповідають на питання де? куди? звідки? (Мало не впав у безодню);
    - обставини причини, які вказують на причину дії і відповідають на питання чому? через що? з якої причини? (Від думки про це йому перехопило подих);
    - обставини умови, що вказують на умову, за якою відбувається дія і відповідають на питання за якої умови? (При наявності запрошень займайте місця);
    - обставини з допустовим значенням, що вказують на умову, всупереч якої відбувається дія і відповідають на питання незважаючи на що? наперекір чому? (Він це зробив наперекір всьому).

## Неповне речення
- Неповні речення — це речення, в яких пропущено один чи декілька потрібних для його структури членів, що встановлюється з попереднього речення чи ситуації мовлення (А хто ж з українців не любить пісню? Заспівай мені якусь свою — М.Стельмах).
- Ускладнені речення — речення з однорідними членами (Широкий, вигнутий, блискучий ніж врізався в ґрунт), з відокремленими членами (Крім інтуїції, безумовно, потрібні тобі ще й знання), зі звертанням (До тебе, Україно, звертаємося!), зі вставними і вставленими компонентами (Може, я міг би Вам допомогти?).
- Речення з однорідними членами, де однорідні члени речення можуть поєднуватися безсполучниковим або сполучниковим зв'язком (з єднальними, протиставними, розділовими, градаційними, приєднувальними сполучники). У мовленні однорідність виділяється, як правило, інтонацією переліку. При однорідних членах можуть використовуватися узагальнюючі слова: займенники ніхто, ніщо, все, всі (Радість життя, сум, кохання — все це здавалося йому зараз незнайомим) та прислівники скрізь, всюди (І нагорі, і у кімнаті — всюди було темно).
- Речення з відокремленими членами, де другорядні члени речення, для підсилення їхньої граматичної і смислової ролі, виділяються в усному мовленні інтонацією, а на письмі — відповідними розділовими знаками: підрядні відокремлені члени (Добре вихований, він не заважав розмові), уточнюючі відокремлені члени (Тут, поруч, буяла весна).
- Речення зі звертанням, де звертання виражається кличним відмінком або називним відмінком у значенні кличного і вимовляється з кличною інтонацією (О, мамо, як тут цікаво!). Звертання може бути поширеним (О краю мій, в ті грізні зими завжди з тобою ми були — В. Сосюра). Якщо звертання стоїть на початку речення, то після нього ставиться кома або знак оклику (Боже, допоможи нам!), якщо звертання знаходиться у кінці речення, то перед ним ставиться кома, а після нього — той знак, якого потребує речення від його змісту (Я вас слухаю, пане полковнику), у середині речення звертання з обох боків виділяється комами (Я не дуже добре, батьку, Вас зрозумів).
- Речення зі вставними компонентами, з такими словами або сполученнями слів, за допомогою яких виражається ставлення розповідача до висловленої ним думки (На мою думку, так робити не треба). Вставні компоненти граматично не пов'язані з іншими словами у реченні і тому не є членами речення. За значенням вставні слова і сполучення слів можуть виражати:
  - джерело повідомлення (на мою думку, по-моєму, повідомляють, як кажуть, на думку …);
  - достовірність повідомлення, впевненість (без сумніву, як відомо, безумовно, звичайно, ніде правди діти);
  - невпевненість, припущення (можливо, здається, як видно, мабуть, може, певно, може бути);
  - виділення головного, підкресленість висновку (зокрема, отже, до речі, значить, по-першу, в усякому разі, таким чином);
  - емоційну оцінку повідомлюваного факту (на щастя, на диво, на лихо, на жаль, як на зло, хвалити бога).

## Складне речення
Складне речення в українській мові складається з двох або кількох простих, об'єднаних за змістом та інтонацією. Складні речення поділяються на сполучникові, безсполучникові та складні синтаксичні конструкції (з різними видами зв'язку).
- сполучникове складне речення (Я згодився, і ми разом гуляли містом) може бути:
  - складносурядним:
    - з розділовими сполучниками сурядності (з'єднуються розділовими сполучниками сурядності — одиничними або, чи, хоч, повторюваними аби…аби, чи…чи, хоч…хоч, то…то, не то…не то: Або я піду звідси, або вона стане іншою);
    - єднальними сполучниками сурядності (з'єднуються єднальними сполучниками сурядності — одиничними і, й, та (в значенні і) та повторюваними і…і, ні…ні (ані…ані): Подув вітер — і ліс радісно загомонів);
    - протиставними сполучниками сурядності (з'єднуються протиставними сполучниками сурядності — а, але, та (в значенні але), проте, зате, однак: Надворі дощ, а тут сухо і тепло);

  - складнопідрядним:
    - підрядним означальним (підрядним реченням, яке відповідає на запитання який? яка? яке? які? і залежить від одного з членів речення, вираженого іменником або іншою частиною мови в ролі іменник; підрядні означальні речення приєднуються до головного речення за допомогою сполучних слів який, чий, котрий, що, де, куди, звідки, коли та сполучників щоб, як, ніби, наче, неначе: Для нас тоді був цілий світ, як вимріяна казка — П.Карманський);
    - підрядним зв'ясувальним (підрядним реченням, яке відповідає на запитання відмінків і пояснює присудок у головному реченні. Вони приєднуються до головного речення за допомогою сполучних слів хто, що, який, чий, котрий, де, куди, звідки, коли, відколи, як та сполучників що, як, щоб, ніби, мов, наче, неначе: Щасливий, хто сни має милі — Л.Українка);
    - підрядним обставинним (підрядним місця (Будь там, де ти є), часу (Він почекав, поки вагон зрушив з місця), способу дії (Кожен живе так, як він хоче), порівняльним (Хмари насувалися, наче великі хвилі), міри та ступеня, причини (Я зробив це через те, що люблю), мети (Ми приїхали сюди, щоб відпочити), умовним (Якщо добре попрацюєш, одержиш нагороду), допустовим (Хоч і не рідний він, але добра душа), наслідковим (Вже ніч, так що краще не виходь));
    - складнопідрядним з кількома підрядними:
      - з послідовною підрядністю (Він писав свою книжку, тому що хотів, щоб люди, яких він любив, стали трохи щасливішими),
      - з паралельною підрядністю (Може, друзі, що любили, і кохані, що пішли, знов застелять, як стелили, юних бенкетів столи — М.Коцюбинський),
      - з однорідною підрядністю (Розкажи, як за горою Сонечко сідає, Як у Дніпра веселочка Воду позичає — Т.Шевченко),
      - з комбінованою підрядністю (Коли б мене хтось спитав, що мені подобалося у дитинстві, я б йому відповів, що любив грати у шахи).
- безсполучникове складне речення (Не ходи, дівча, на луг, не ламай тополю) може бути:
  - з однорідними членами речення (між частинами безсполучникових складних речень існують ті самі синтаксичні відношення, що й між частинами складносурядних речень — одночасність подій, явищ, станів; послідовність; причинно-наслідкова залежність тощо: Осінній вечір морозом дихав, У небі місяць немов п'ятак — В.Симоненко);
  - з неоднорідними членами речення (синтаксичні відношення між їх частинами в основному нагадують відношення між компонентами складнопідрядного речення — причиново-наслідкові, умовні, з'ясувальні: Защебетав соловейко — пішла луна гаєм — Т.Шевченко).
- складна синтаксична конструкція (Ще сніг кругом, ще голі віти в дуба, і не курличуть в небі журавлі — В.Сосюра) може бути:
  - з сурядним і безсполучниковим зв'язком;
  - з підрядним і безсполучниковим зв'язком;
  - з сурядним, підрядним і безсполучниковим зв'язком.

## Чужа мова
В українській мові чужу мову — пряму мову (слова автора, діалог), непряму мову, цитати виділяють відповідними розділовими знаками.